# Newmarket (Ontário)

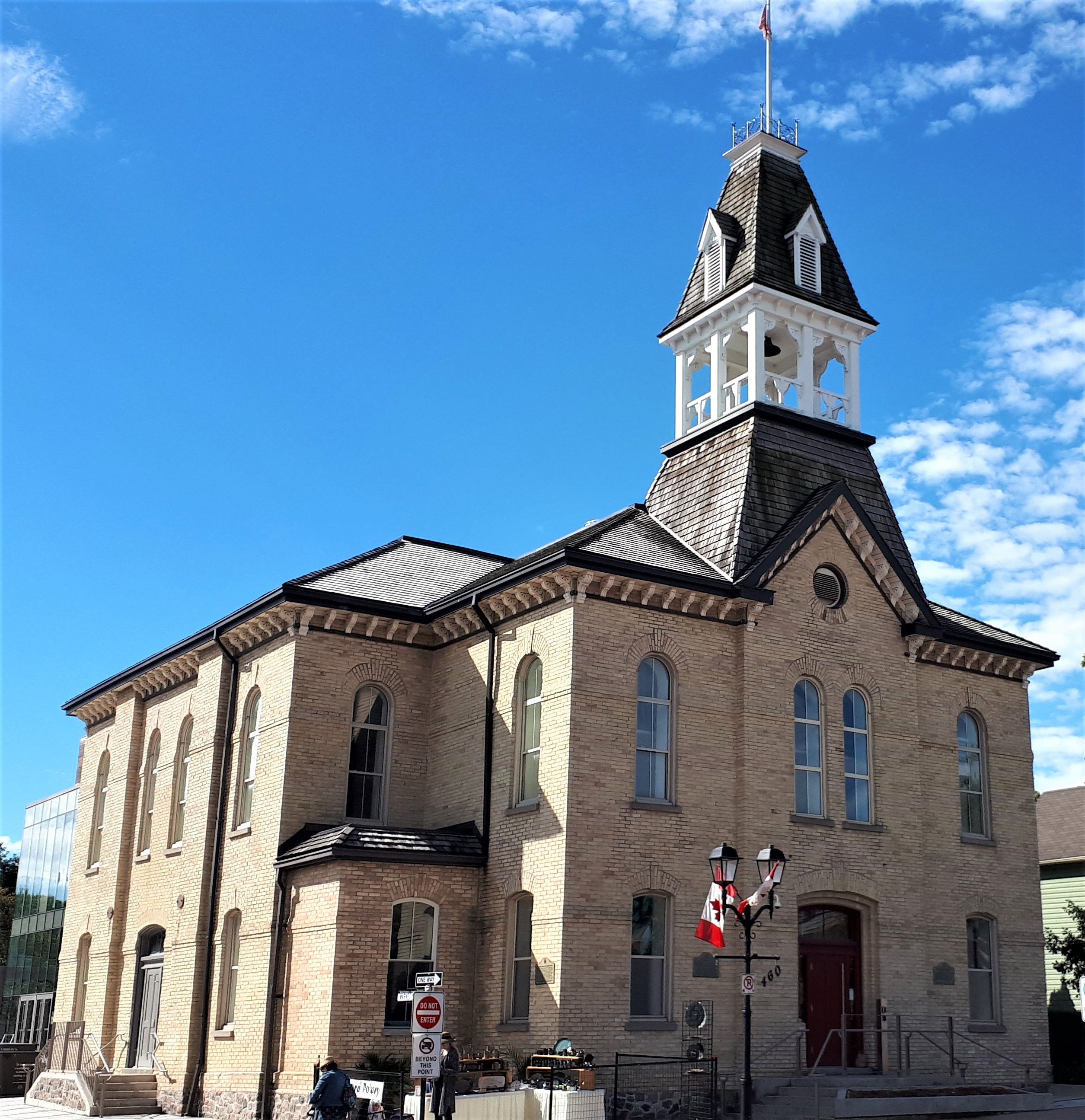
Newmarket (Ontário)

Newmarket é uma cidade da província canadense de Ontário, e parte da Municipalidade Regional de York e da região metropolitana de Toronto. Localizada 45 km ao norte de Toronto, possui uma área de 38,07 km², e uma população de 80 000 habitantes, segundo o censo canadense de 2008.